# Канді Ідоко
Канді Ідоко (нар. 27 вересня 1985) — колишній нігерійський тенісист.
Найвищу одиночну позицію світового рейтингу — 928 місце досяг 20 серпня 2007, парну — 724 місце — 3 листопада 2008 року.

## Фінали ITF Ф'ючерс

### Парний розряд: 4 (1–3)
| Фінали за покриттям |
| ------------------- |
| Тверде (1–1)        |
| Ґрунт (0–2)         |

| Результат | В-П | Дата     | Турнір            | Покриття | Партнер     | Суперники                               | Рахунок             |
| --------- | --- | -------- | ----------------- | -------- | ----------- | --------------------------------------- | ------------------- |
| Перемога  | 1–0 | Сер 2005 | Сенегал F1, Дакар | Тверде   | Лавал Шеху  | Денніс Біґґеманн Амадеус Фулфорд-Джонс  | 6–7(4), 7–6(6), 6–3 |
| Поразка   | 1–1 | Чер 2006 | Туніс F3, Джерба  | Ґрунт    | Дауда Ндіає | Рабіє Чакі Алі Ель Алауї                | 2–6, 4–6            |
| Поразка   | 1–2 | Лис 2007 | Руанда F1, Кігалі | Ґрунт    | Лавал Шеху  | Матве Мідделкоп Гвідас Сабецкіс         | 6–7(7), 4–6         |
| Поразка   | 1–3 | Гру 2007 | Нігерія F4, Лагос | Тверде   | Лавал Шеху  | Абдул-Мумін Бабалола Джонатан Ігбіновія | 3–6, 4–6            |